# Souleymane Cissokho
Souleymane Cissokho (4 de julho de 1991) é um pugilista francês, medalhista olímpico. 

## Carreira
Souleymane Cissokho competiu na Rio 2016, na qual conquistou a medalha de bronze no peso meio-médio.